# Henri Linguet
Simon Nicolas Henri Linguet, född 14 juli 1736 i Reims, död 27 juli 1794 i Paris, var en fransk advokat och journalist.
Linguet var en lysande advokat, men tvingades efter att kommit i konflikt med sina kolleger att lämna yrket. Efter att ha kritiserat Franska akademien tvingades han att lämna landet. Han besökte Wien, Bryssel och London, varifrån han började utge Annales politiques, civiles et littéraires (1777–1792), som blev en stor framgång. År 1780 återvände Linguet till Paris, där han snart insattes på Bastiljen, som han skildrat i Mémoires sur la Bastille (1783). Linguet utgav en rad historiska arbeten, bland annat en försvarsskrift för Ludvig XVI. Linguet avrättades under franska revolutionen.